# Paracles haenschi
Paracles haenschi är en fjärilsart som beskrevs av Rothschild 1910. Paracles haenschi ingår i släktet Paracles och familjen björnspinnare. Inga underarter finns listade i Catalogue of Life.